# Sailor (groupe)
Pour les articles homonymes, voir Sailor (homonymie).
Sailor est un groupe de pop britannique, surtout connu dans les années 1970 pour leurs tubes A Glass of Champagne et Girls, Girls, Girls, écrits par le chanteur et guitariste 12 cordes du groupe, Georg Kajanus (en).

## Dans les années 1970
Le leader du groupe, Georg Kajanus, avait déjà écrit Flying Machine pour Cliff Richard en 1971, bien que ce soit le premier single britannique de Richard qui n'atteignit pas le Top 30. Sailor s'est développé à partir de Kajanus Pickett, un duo d'auteurs-compositeurs-interprètes qui s'était formé lorsque Phil Pickett (en) et Kajanus se sont rencontrés en 1970 chez EH Morris, un éditeur de musique où Pickett a brièvement travaillé. Plus tard, ils ont enregistré l'album Hi Ho Silver pour Signpost Records. Sailor s'est réuni pour la première fois en 1973 avec l'ajout des musiciens Henry Marsh (ex-Gringo) et Grant Serpell (en) (ex-Affinity).
Le travail du groupe incorporait l'invention de Kajanus, le Nickelodeon, un instrument de musique composé de pianos, de synthétiseurs et de glockenspiel qui permettait au groupe de quatre musiciens de reproduire sur scène les arrangements acoustiques qu'ils avaient réalisés dans le studio d'enregistrement.
Le premier single britannique du groupe est Traffic Jam de leur premier album, Sailor. A Glass of Champagne, sorti à la fin de l'année suivante de l'album Trouble (en), atteint la deuxième place du UK Singles Chart. La suite Girls, Girls, Girls a également fait partie du Top 10, mais de leurs singles suivants, seul One Drink Too Many s'est inscrit dans le Top 40 britannique.
Le line-up original de Sailor s'est séparé en 1978, bien que Pickett et Marsh aient sorti plus de matériel comme Sailor avec Gavin et Virginia David en 1980, avec un album de compositions Pickett appelé Dressed for Drowning, produit par James William Guercio (en) dans son studio Caribou au Colorado (Epic / Caribou (en)).

### Relance
En 1989, Sailor se reforme pour sortir un nouvel album après dix ans de silence avec deux nouveaux singles, The Secretary et La Cumbia. Le groupe recommence à tourner en 1993 et joue dans de nombreux programmes télévisés en Europe. En 1995, Kajanus quitte à nouveau le groupe pour poursuivre d'autres projets. Avec l'arrivée de Peter Lincoln, Sailor sort son premier album live, Live in Berlin. Le membre d'origine Marsh quitte le groupe en 1999 et est remplacé par Anthony England. Englande quitte le groupe en mai 2001, pour être remplacée par Rob Alderton ; le nouveau line-up enregistre son premier DVD en novembre 2002. En 2004, Sailor est élu 45e groupe pop le plus titré des 40 dernières années en Allemagne[réf. nécessaire]. Une biographie du groupe par James McCarraher, intitulée A Glass of Champagne - The Official Sailor Story, est publiée en juin 2004. Alderton est parti en juillet 2005 et Marsh est revenu au line-up.
Buried Treasure, un double album de matériel précédemment enregistré, sort en février 2006. En septembre, Lincoln quitte Sailor pour rejoindre Sweet. Après cela, le fils de Marsh, de formation classique, Oliver, rejoint le groupe en tant que nouveau guitariste et chanteur principal. Il est remplacé en 2009 par Nick Parvin mais rejoint en mai 2011 par son frère Thomas, en tant que batteur, en remplacement de Serpell.

## Membres

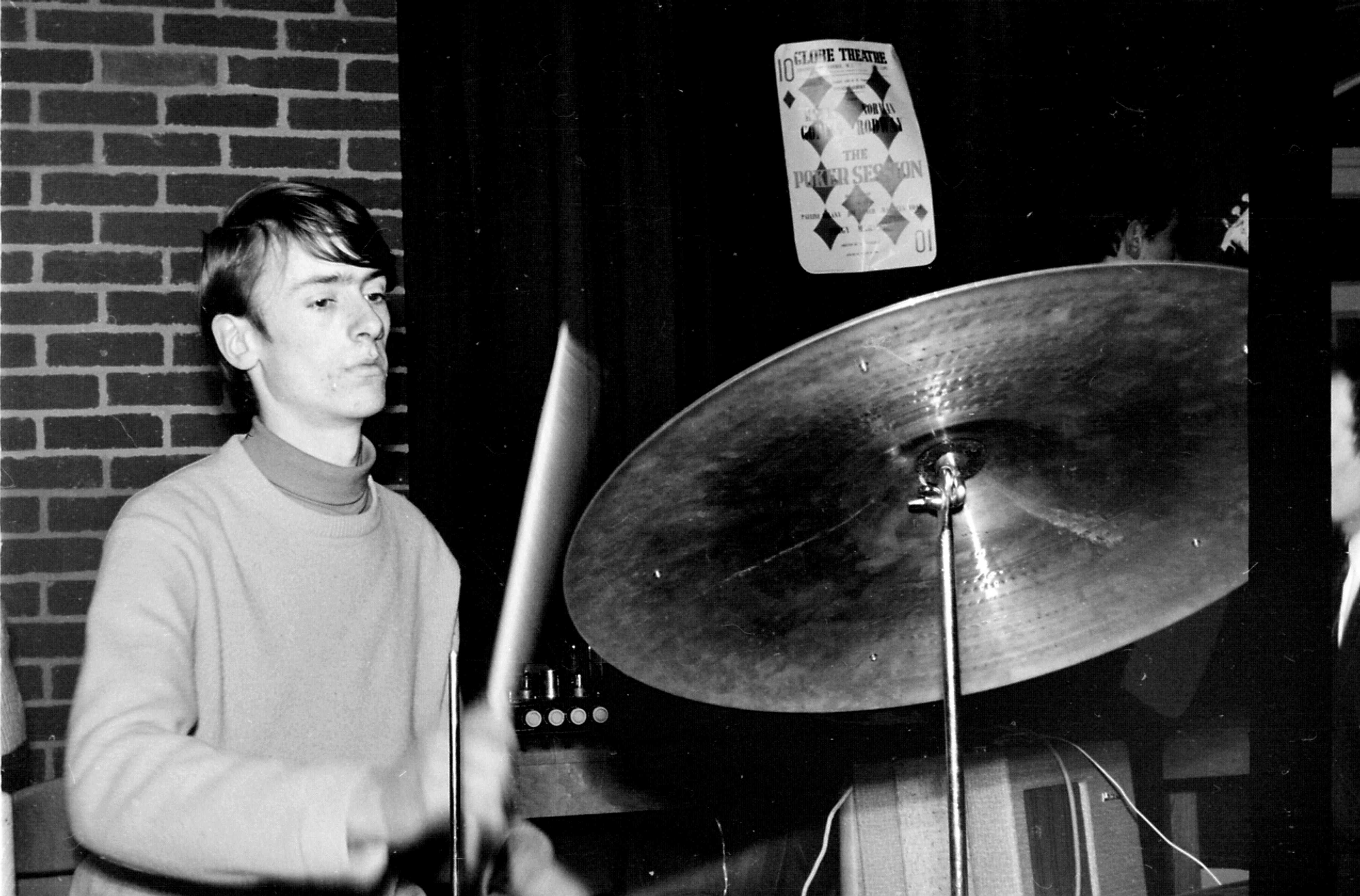
Grant Serpell

- Georg Kajanus (né le prince Georg Johan Tchegodaieff, le 9 juin 1946, Trondheim, Norvège): 1973–1979, 1990–1995 : chant principal, guitares 12 cordes, guitares acoustiques, charango, harpe Veracruzana, harmonium, synthétiseurs, Klockwork Machinery
- Henry Marsh (né Ian Henry Murray Marsh, 8 décembre 1948, Bath, Somerset) : 1973–1999, 2005 – présent: Nickelodeon, accordéon, piano, marimbas, cuivres et anches synthétisés, synthétiseurs, guitares acoustiques / électriques, programmation informatique, chant
- Phil Pickett (né Philip Stuart Pickett, 19 novembre 1946, Münster, Allemagne) : 1973-présent (sauf Checkpoint): basse Nickelodeon, piano, guitarron, cordes synthétisées, calliope, xylophone, basse, basse cruz, orgue Hammond, mandoline, autoharp, chant (chant principal sur Dressed for Drowning)
- Grant Serpell (né Stephen Grant Serpell, 9 février 1944, Maidenhead, Berkshire) : 1973–1979, 1990–2011: batterie, percussions, chant
- Gavin David : 1980 : chant
- Virginie David : 1980 : chant et chœurs
- Peter Lincoln : 1996–2006 : guitares acoustiques à 12 et 6 cordes, guitare électrique, charango, chant lead
- Anthony Angleterre : 1999–2001 : Nickelodeon, chant
- Rob Alderton : 2001–2005 : Nickelodeon, accordéon, voix
- Oliver Marsh : 2006–2009 : guitare, chant principal
- Nick Parvin : 2009-2011 : guitare, chant principal
- Oliver Marsh : depuis 2011 : guitare, chant principal
- Thomas Marsh : depuis 2011 : batterie, percussions, voix

## Discographie

### Albums studio
- 1974 : Sailor
- 1975 : Trouble (UK #45)
- 1976 : The Third Step
- 1977 : Checkpoint
- 1978 : Hideaway
- 1980 : Dressed for Drowning
- 1991 : Sailor II
- 1992 : Street Lamp
- 1998 : The Very Best of Sailor (new recordings)

### Compilations
- 1978 : Greatest Hits Vol.1
- 1990 : Girls, Girls, Girls: The Very Best of Sailor
- 1994 : Hits and Highlights
- 1995 : Greatest Hits – Best of the Best
- 1996 : Legacy: Greatest and Latest
- 1999 : Girls, Girls, Girls
- 2002 : Sailor
- 2005 : Best: Down by the Docks
- 2006 : Buried Treasure (double CD)
- 2007 : Buried Treasure (single CD)
- 2007 : The Best of Sailor
- 2007 : A Glass of Champagne: All the Hits
- 2008 : Traffic Jam: Sound and Vision (CD/DVD)

### Albums live et DVDs
- 1998 : Live in Berlin
- 2003 : Pirate Copy: Sailor Live in Concert (DVD)
- 2005 : Sailor Live
- 2005 : Sailor Live: One Drink Too Many

### Singles
- 1974 : Traffic Jam / Harbour (AUS #47)
- 1975 : Blue Desert' / Blame It on the Soft Spot
- 1975 : Sailor / Open up the Door
- 1975 : A Glass of Champagne (UK no 2, IRE no 1, AUS #4) / Panama
- 1975 : Girls, Girls, Girls (UK no 7, AUS #21) / Jacaranda
- 1976 : Stiletto Heels / Out of Money
- 1977 : One Drink Too Many (UK #35) / Melancholy
- 1977 : Down by the Docks / Put Your Mouth Where the Money Is
- 1977 : Romance / Istanbul 6.25
- 1978 : All I Need is a Girl / Copacabana
- 1978 : The Runaway / Put Your Mouth Where the Money Is
- 1978 : Give Me Shakespeare / I Wish I Had a Way With Women
- 1978 : Stay the Night / Pyjama Party
- 1979 : Stranger in Paris / Jamaica Girl [réalisation uniquement en Europe]
- 1980 : Don't Send Flowers / Don't Look a Gift Horse
- 1981 : Danger on the Titanic / Starlight
- 1991 : Music / Music (Instrumental) [réalisation uniquement en Europe]
- 1991 : La Cumbia (Radio Mix) / La Cumbia (Tropical Mix)
- 1991 : Knock Knock / Soapland [réalisation uniquement en Europe]
- 1992 : The Secretary / Cumbia
- 1992 : Latino Lover / Vera from Veracruz [réalisation uniquement en Europe]
- 1992 : It Takes 2 to Tango

### Sailor, the Musical Journey
La première de Sailor, the Musical Journey au Carnegie Hall a eu lieu en juillet 2006 à Dunfermline, en Écosse. La nouvelle comédie musicale est écrite par Bill Blenman et composée entièrement par Kajanus[réf. nécessaire].